# Iván Kovács
Iván Kovács (Budapest, 8 febbraio 1970) è uno schermidore ungherese, vincitore di due medaglie d'argento nella scherma ai giochi olimpici.

## Palmarès
- Giochi Olimpici:

Barcellona 1992: argento nella spada a squadre.
Atene 2004: argento nella spada a squadre.
- Mondiali di scherma

Budapest 1991: bronzo nella spada individuale.
Essen 1993: bronzo nella spada individuale.
L'Aia 1995: bronzo nella spada a squadre.
La Chaux de Fonds 1998: oro nella spada a squadre.
Nîmes 2001: oro nella spada a squadre.
San Pietroburgo 2007: bronzo nella spada a squadre.
- Europei di scherma

Vienna 1991: oro nella spada individuale.
Keszthely 1995: argento nella spada individuale.
Plovdiv 1998: oro nella spada a squadre.
Mosca 2002: bronzo nella spada individuale.
Zalaegerszeg 2005: bronzo nella spada a squadre.
Smirne 2006: oro nella spada individuale ed a squadre.
Gand 2007: oro nella spada a squadre.
Kiev 2008: argento nella spada a squadre.